# Señorita Rottenmeier
La señorita Rottenmeier (Fräulein Rottenmeier en su idioma original) es un personaje de ficción de la novela infantil Heidi, publicada por la escritora suiza Johanna Spyri en 1880. Su nombre completo nunca se menciona en la novela.

## El personaje en la novela
La señorita Rottenmeier es una mujer de edad madura con personalidad severa, fría, rígida y amargada que trabaja como institutriz en la mansión de la familia Sesseman de la ciudad alemana de Fráncfort en la segunda mitad del siglo XIX. Allí se ocupa de la formación y el bienestar de Klara Sesemann, la hija del dueño de la casa, una niña de doce años, que vive postrada en una silla de ruedas. La monótona existencia de los personajes que habitan en la casa se ve profundamente alterada con la llegada de Heidi, una niña suiza contratada como señorita de compañía de Klara. La espontaneidad e ímpetu de la recién llegada alteran sobremanera los nervios de la Señorita Rottenmeier, que contempla impotente cómo se desmoronan una a una todas las normas que durante tantos años se ha empeñado en imponer. Durante una estancia en los Alpes junto a Heidi, Klara recupera la movilidad en las piernas, poniendo fin a la novela.

## El personaje en la serie de dibujos animados
En 1974 se estrenó la versión de dibujos animados Heidi, anime japonés de la productora Nippon Animation. La serie se convirtió en un auténtico fenómeno televisivo, tanto en su Japón original como en Europa y Latinoamérica.
La enorme popularidad de la serie, propició la fabricación de artículos de promoción comercial a gran escala, que aún 50 años después de su estreno, sigue disponible. La figura de una Rottenmeier con vestido morado, moño y lentes impertinentes fue modelo de muñecas, llaveros, pósteres y mercancías varias.
En este anime la actriz de doblaje japonesa Miyoko Asō prestó su voz al personaje, siendo doblada al alemán por Tilly Lauenstein, al español para España por Ana María Saizar y al español para Latinoamérica por Eugenia Avendaño.

## El personaje en cómic
En la década de 1970, a raíz del éxito del anime, se publicó en España una colección de tebeos infantiles que siguieron la trama de la serie y prolongaron la historia más allá del punto en el que finalizan la serie y la novela, con historias inventadas por los dibujantes españoles. En uno de los volúmenes se describe la causa de la amargura del personaje, que se debe a su incapacidad para evitar el accidente que postró a Klara en una silla de ruedas cuando esta tan solo contaba con dos años de edad y rodó por las escaleras de la mansión mientras gateaba.

## Perfil psicológico del personaje
Rottenmeier es descrita como una mujer poco agraciada, amargada y con fobia a los animales, presentándose como la villana de la ficción. Algunos autores incluso la han adoptado como estereotipo de mujer solterona seria y resentida, subrayando además que en el personaje se acentúan todas las connotaciones negativas que en la perspectiva social comporta permanecer sin pareja. En varios libros de autoayuda se ha usado su apellido para referirse a actitudes de crítica permanente sin fundamento.

## El personaje en el cine
La novela ha sido llevada a la gran pantalla en varias ocasiones. Algunas célebres actrices que han dado vida al personaje son:
- Heidi (2015)... Katharina Schüttler
- Heidi 4 Paws (2008)... Majandra Delfino
- Heidi (2005)... Geraldine Chaplin
- Heidi (1993) (TV)... Jane Seymour
- Heidi's Song (1982)... Joan Gerber
- Heidi (1978) (TV),... Sonja Sutter
- Heidi (1974) (TV)... June Jago
- Trenzas doradas (1965)... Margot Trooger
- Heidi und Peter (1955)... Anita Mey
- Heidi (1953) (TV)... Totti Truman Taylor
- Heidi (1952)... Anita Mey
- Heidi (1937)... Mary Nash

## El personaje en España
La popularidad de Rottenmeier en España especialmente a raíz de la emisión del anime japonés en 1975 ha alcanzado el punto de introducir el apellido del personaje en el lenguaje común, como sinónimo de mujer áspera, seca, antipática e impertinente. A lo largo de más de 40 años, en este país, son muchas las mujeres relevantes a las que se ha calificado de Rottenmeier. Quizá una de las ocasiones con más trascendencia mediática fue cuando en 2011 el entonces presidente del Congreso de los Diputados José Bono utilizó el símil en referencia a la periodista Ana Pastor. Convertido en un recurso manido, aplicable a periodistas o políticas sea de izquierdas, sea de derechas a poco que ostenten algo de poder, la lista de mujeres relevantes que han sido comparadas con la institutriz incluye también a Angela Merkel, Mercedes Milá, María Teresa Fernández de la Vega, Elena Salgado, María Dolores de Cospedal, Esperanza Aguirre, Rosa Díez, Soraya Sáenz de Santamaría, Isabel Díaz Ayuso  e inclusive al Partido Popular en su conjunto.

## Rottenmeier: la novela
El impacto del personaje y su peso en el imaginario colectivo ha sido tal que el 2013, el escritor español Roberto Carrasco Calvente publicará con la editorial Punto en Boca una novela centrada en una original y propia biografía del personaje.